# アーカード・ストリング・トリオ
アーカード・ストリング・トリオ（Arcado String Trio）は、1989年から1993年にかけて、最初はアメリカ、後に国際的なメンバーで活動したジャズ・トリオ（弦楽三重奏）。アンサンブルは、チェリストのハンク・ロバーツ、ベーシストのマーク・ドレッサー、ヴァイオリニストのマーク・フェルドマンによって形づくられた。ロバーツは後にエルンスト・レイスグルと交代した。トリオは室内楽アンサンブルとしてだけでなく、マンフレート・ニーハウス（1991年）によるケルン放送管弦楽団とのプロジェクトで、また、ジャック・ディ・ドナート、ルイ・スクラヴィス、アルマン・アングステアによるトリオ・ド・クラリネットと一緒にダブルトリオとして、パフォーマンスを行っている。
アーカード・ストリング・トリオは、ビリー・バングのストリング・トリオ・オブ・ニューヨークやクロノス・クァルテットからインスピレーションを得ていた。彼らの室内楽は、ジャンゴ・ラインハルトやジミ・ヘンドリックスの影響を示してもいた。
2018年にイーボ・ペレルマンのレコーディングに参加すべくロバーツ、ドレッサー、フェルドマンが集結。2020年にアルバム『Deep Resonance』を連名で発表している。

## ディスコグラフィ

### アルバム
- Arcado (1989年、JMT)
- 『ビハインド・ザ・ミス』 - Behind the Myth (1990年、JMT)
- 『フォー・スリー・ストリングス・アンド・オーケストラ』 - For Three Strings and Orchestra (1992年、JMT) ※with Kölner Rundfunk Orchester conducted by David de Villiers
- Green Dolphy Suite (1995年、Enja) ※with Trio De Clarinettes
- 『ライヴ・イン・ヨーロッパ』 - Live in Europe (1996年、Avant)
- Deep Resonance (2020年、Fundacja Słuchaj!) ※with イーボ・ペレルマン